# Чагарниця темна
Чагарни́ця темна (Garrulax castanotis) — вид горобцеподібних птахів родини Leiothrichidae. Мешкає у В'єтнамі, Лаосі і на китайському острові Хайнань. Раніше вважався конспецифічним з сірою чагарницею.

## Опис
Довжина птаха становить 28–30,5 см. Забарвлення переважно сіре, хвіст темно-сірий. Обличчя, горло і верхня частина грудей чорні. На щоках рудуваті плями.

## Підвиди
Виділяють два підвиди:
- G. c. varennei (Delacour, 1926) — східний Лаос, північний і центральний В'єтнам;
- G. c. castanotis (Ogilvie-Grant, 1899) — острів Хайнань.

## Поширення і екологія
Темні чагарниці живуть у вологих рівнинних і гірських тропічних лісах. Зустрічаються на висоті від 400 до 1700 мм над рівнем моря.